# Campionati mondiali di sollevamento pesi 1974
I Campionati mondiali di sollevamento pesi 1974, 48ª edizione della manifestazione, si svolsero a Manila dal 21 al 29 settembre 1974.

## Titoli in palio
| Categoria            | Eventi         | Atleti |
| -------------------- | -------------- | ------ |
| Pesi mosca           | Fino a 52 kg   | 13     |
| Pesi gallo           | Fino a 56 kg   | 14     |
| Pesi piuma           | Fino a 60 kg   | 16     |
| Pesi leggeri         | Fino a 67.5 kg | 18     |
| Pesi medi            | Fino a 75 kg   | 19     |
| Pesi massimi leggeri | Fino a 82.5 kg | 17     |
| Pesi mediomassimi    | Fino a 90 kg   | 21     |
| Pesi massimi         | Fino a 110 kg  | 13     |
| Pesi supermassimi    | Oltre i 110 kg | 12     |

## Nazioni partecipanti
Le nazioni che hanno partecipato ai campionati furono 32 per un totale di 143 atleti partecipanti. Tra questi, la suddivisione continentale è la seguente: 79 atleti europei, 21 americani, 29 asiatici e 14 oceaniani. Tra parentesi i partecipanti per nazione.
- Australia (8)
- Austria (4)
- Belgio (1)
- Brasile (3)
- Bulgaria (9)
- Canada (4)
- Cecoslovacchia (3)
- Cina (2)
- Cuba (8)
- Danimarca (2)
- Filippine (8)
- Finlandia (4)
- Francia (2)
- Germania Est (6)
- Germania Ovest (5)
- Giappone (8)
- Indonesia (1)
- Iran (7)
- Islanda (1)
- Israele (4)
- Norvegia (2)
- Nuova Zelanda (6)
- Panama (1)
- Polonia (9)
- Regno Unito (9)
- Rep. Dominicana (1)
- Stati Uniti (4)
- Svezia (2)
- Svizzera (2)
- Thailandia (3)
- Unione Sovietica (9)
- Ungheria (5)

## Risultati
Vennero stabiliti tre record mondiali: due nel totale dell'esercizio, uno nelle specialità singole.
| Evento  | Oro                | Oro      | Argento            | Argento  | Bronzo             | Bronzo   |
| 52 kg   | 52 kg              | 52 kg    | 52 kg              | 52 kg    | 52 kg              | 52 kg    |
| ------- | ------------------ | -------- | ------------------ | -------- | ------------------ | -------- |
| Strappo | György Kőszegi     | 105,0 kg | Takeshi Horikoshi  | 105,0 kg | Mohammad Nassiri   | 100,0 kg |
| Slancio | Mohammad Nassiri   | 132,5 kg | Zygmunt Smalcerz   | 127,5 kg | Lajos Szűcs        | 125,0 kg |
| Totale  | Mohammad Nassiri   | 232,5 kg | György Kőszegi     | 230,0 kg | Takeshi Horikoshi  | 227,5 kg |
| 56 kg   |                    |          |                    |          |                    |          |
| Strappo | Leszek Skorupa     | 112,5 kg | Atanas Kirov       | 110,0 kg | Davoud Maleki      | 110,0 kg |
| Slancio | Jirō Hosotani      | 147,5 kg | Atanas Kirov       | 145,0 kg | Leszek Skorupa     | 137,5 kg |
| Totale  | Atanas Kirov       | 255,0 kg | Leszek Skorupa     | 250,0 kg | Jirō Hosotani      | 245,0 kg |
| 60 kg   |                    |          |                    |          |                    |          |
| Strappo | Georgi Todorov     | 125,0 kg | Norajr Nurikjan    | 122,5 kg | Jan Wojnowski      | 122,5 kg |
| Slancio | Nikolaj Kolesnikov | 157,5 kg | Georgi Todorov     | 155,0 kg | Norajr Nurikjan    | 155,0 kg |
| Totale  | Georgi Todorov     | 280,0 kg | Nikolaj Kolesnikov | 277,5 kg | Norajr Nurikjan    | 277,5 kg |
| 67,5 kg |                    |          |                    |          |                    |          |
| Strappo | Petro Korol'       | 130,0 kg | Nasrollah Dehnavi  | 130,0 kg | Zbigniew Kaczmarek | 130,0 kg |
| Slancio | Petro Korol'       | 175,0 kg | Zbigniew Kaczmarek | 172,5 kg | Mucharbij Kiržinov | 167,5 kg |
| Totale  | Petro Korol'       | 305,0 kg | Zbigniew Kaczmarek | 302,5 kg | Nasrollah Dehnavi  | 295,0 kg |
| 75 kg   |                    |          |                    |          |                    |          |
| Strappo | Rumen Rusev        | 152,5 kg | Nedelčo Kolev      | 150,0 kg | Peter Wenzel       | 142,5 kg |
| Slancio | Nedelčo Kolev      | 185,0 kg | Peter Wenzel       | 180,0 kg | Rumen Rusev        | 180,0 kg |
| Totale  | Nedelčo Kolev      | 335,0 kg | Rumen Rusev        | 332,5 kg | Peter Wenzel       | 322,5 kg |
| 82,5 kg |                    |          |                    |          |                    |          |
| Strappo | Vladimir Ryženkov  | 160,0 kg | Trendafil Stojčev  | 155,0 kg | Leif Jenssen       | 155,0 kg |
| Slancio | Trendafil Stojčev  | 195,0 kg | Leif Jenssen       | 195,0 kg | Cvetko Petkov      | 195,0 kg |
| Totale  | Trendafil Stojčev  | 350,0 kg | Leif Jenssen       | 350,0 kg | Rolf Milser        | 347,5 kg |
| 90 kg   |                    |          |                    |          |                    |          |
| Strappo | David Rigert       | 172,5 kg | Sergej Poltorackij | 162,5 kg | Jaakko Kailajärvi  | 160,0 kg |
| Slancio | David Rigert       | 215,0 kg | Sergej Poltorackij | 205,0 kg | Andon Nikolov      | 202,5 kg |
| Totale  | David Rigert       | 387,5 kg | Sergej Poltorackij | 367,5 kg | Peter Petzold      | 355,0 kg |
| 110 kg  |                    |          |                    |          |                    |          |
| Strappo | Valerij Ustjužin   | 167,5 kg | Jürgen Ciezki      | 165,0 kg | Jurij Zajcev       | 160,0 kg |
| Slancio | Jürgen Ciezki      | 212,5 kg | Valerij Ustjužin   | 212,5 kg | Jurij Zajcev       | 207,5 kg |
| Totale  | Valerij Ustjužin   | 380,0 kg | Jürgen Ciezki      | 377,5 kg | Jurij Zajcev       | 367,5 kg |
| +110 kg |                    |          |                    |          |                    |          |
| Strappo | Vasilij Alekseev   | 185,0 kg | Hristo Plačkov     | 180,0 kg | Gerd Bonk          | 172,5 kg |
| Slancio | Vasilij Alekseev   | 240,0 kg | Serge Reding       | 220,0 kg | Jürgen Heuser      | 217,5 kg |
| Totale  | Vasilij Alekseev   | 425,0 kg | Serge Reding       | 390,0 kg | Jürgen Heuser      | 382,5 kg |

## Medagliere

### Grandi (totale)
Riferito al totale dell'esercizio: 10 nazioni sono entrate nel medagliere.
| Posiz. | Nazione          | Oro | Argento | Bronzo | Totale |
| ------ | ---------------- | --- | ------- | ------ | ------ |
| 1      | Unione Sovietica | 4   | 2       | 1      | 7      |
| 2      | Bulgaria         | 4   | 1       | 1      | 6      |
| 3      | Iran             | 1   | 0       | 1      | 2      |
| 4      | Polonia          | 0   | 2       | 0      | 2      |
| 5      | Germania Est     | 0   | 1       | 3      | 4      |
| 6      | Belgio           | 0   | 1       | 0      | 1      |
| 6      | Ungheria         | 0   | 1       | 0      | 1      |
| 6      | Norvegia         | 0   | 1       | 0      | 1      |
| 9      | Giappone         | 0   | 0       | 2      | 2      |
| 10     | Germania Ovest   | 0   | 0       | 1      | 1      |
| Totale | Totale           | 9   | 9       | 9      | 27     |

### Grandi (totale) e Piccole (strappo e slancio)
Riferito al totale dell'esercizio e delle due specialità: 11 nazioni sono entrate nel medagliere. 
| Posiz. | Nazione          | Oro | Argento | Bronzo | Totale |
| ------ | ---------------- | --- | ------- | ------ | ------ |
| 1      | Unione Sovietica | 13  | 5       | 4      | 22     |
| 2      | Bulgaria         | 8   | 8       | 5      | 21     |
| 3      | Iran             | 2   | 1       | 3      | 6      |
| 4      | Polonia          | 1   | 4       | 3      | 8      |
| 5      | Germania Est     | 1   | 3       | 6      | 10     |
| 6      | Giappone         | 1   | 1       | 2      | 4      |
| 7      | Ungheria         | 1   | 1       | 1      | 3      |
| 8      | Norvegia         | 0   | 2       | 1      | 3      |
| 9      | Belgio           | 0   | 2       | 0      | 2      |
| 10     | Finlandia        | 0   | 0       | 1      | 1      |
| 10     | Germania Ovest   | 0   | 0       | 1      | 1      |
| Totale | Totale           | 27  | 27      | 27     | 81     |

## Classifica a squadre
Il sistema di punteggio è basato sui punti distribuiti per l'esercizio totale in base allo schema adottato nel 1973:
| Pos. | Squadra          | Punti |
| ---- | ---------------- | ----- |
| 1    | Bulgaria         | 78    |
| 2    | Unione Sovietica | 74    |
| 3    | Polonia          | 51    |
| 4    | Giappone         | 41    |
| 5    | Germania Est     | 39    |
| 6    | Ungheria         | 35    |
| 7    | Iran             | 30    |
| 8    | Cuba             | 25    |
| 9    | Germania Ovest   | 23    |
| 10   | Finlandia        | 19    |
| 11   | Cecoslovacchia   | 17    |
| 12   | Stati Uniti      | 14    |
| 13   | Norvegia         | 9     |
| 13   | Nuova Zelanda    | 9     |
| 13   | Belgio           | 9     |
| 16   | Austria          | 8     |
| 17   | Regno Unito      | 6     |
| 18   | Cina             | 5     |
| 18   | Australia        | 5     |
| 20   | Filippine        | 4     |
| 20   | Svizzera         | 4     |
| 22   | Francia          | 3     |
| 23   | Indonesia        | 2     |
| 24   | Israele          | 1     |
| 24   | Canada           | 1     |
| 24   | Brasile          | 1     |